# کیم جانگ جو
کیم جانگ جو (کره‌ای: 김정주؛ زادهٔ ۲۲ فوریهٔ ۱۹۶۸ – ۲۸ فوریهٔ ۲۰۲۲) کارآفرین، سرمایه‌دار و مدیر ارشد اجرایی اهل کره جنوبی بود که بعنوان رئیس هیئت مدیره شرکت نکسان فعالیت می‌کرد.

## زندگی شخصی و مرگ
کیم جانگ-جو با یو جانگ هیون ازدواج کرد و صاحب دو دختر شدند. کیم در ۲۸ فوریه ۲۰۲۲ درگذشت، این در حالی بود که در حال سفر به هاوایی بود. طبق گفته شرکت هلدینگ نکسون NXC، که مرگ کیم را در ۱ مارس اعلام کرد، وی به خاطر افسردگی تحت درمان بود، که «به نظر می‌رسید اخیراً بدتر شده‌است».